# Palín
Pour les articles homonymes, voir Palin.
Palín est un village de Slovaquie situé dans la région de Košice.

## Histoire
Première mention écrite du village en 1302.

## Démographie

### Évolution de la population
| Année:               | 1994. | 2004.    | 2014.   | 2024.   |
| -------------------- | ----- | -------- | ------- | ------- |
| Nombre de personnes: | 808   | 894      | 916     | 872     |
| Différence:          |       | +10,64 % | +2,46 % | -4,80 % |

| Année:               | 2023. | 2024.   |
| -------------------- | ----- | ------- |
| Nombre de personnes: | 869   | 872     |
| Différence:          |       | +0,34 % |

## Politique
| Nom        | Parti politique | Date de l'élection | Fin du mandat |
| ---------- | --------------- | ------------------ | ------------- |
| Štefan Fiľ | HZD             | 02.12.2006         | Déc. 2010     |